# Pieve San Maurizio (Torre de' Picenardi)
Pieve San Maurizio è una frazione del comune cremonese di Torre de' Picenardi posta a sud del centro abitato e sede di una parrocchia d'origine medievale.

## Storia
La località era un piccolo villaggio agricolo di antica origine del Contado di Cremona con 49 abitanti a metà Settecento.
In età napoleonica, dal 1810 al 1816, Pieve San Maurizio fu frazione di San Lorenzo de' Picenardi, recuperando l'autonomia con la costituzione del Regno Lombardo-Veneto.
All'unità d'Italia nel 1861, il comune contava 108 abitanti.
Fu comune autonomo fino al 1º gennaio 1868, data in cui fu aggregato al comune di Cà d'Andrea, a sua volta aggregato a Torre de' Picenardi nel 2019.